# Bubu (Musik)
Bubu ist eine traditionelle Volksmusik aus Sierra Leone.

## Musikstil
Bubu wird im Normalfall von einer etwa zehnköpfigen Liveband gespielt. Kerninstrumente sind verschieden lange Eintonflöten aus Bambus sowie verschiedene Perkussionsinstrumente wie Trommeln und Kuhglocken. Vor allem als Livemusik gedacht handelt es sich um häufig improvisierte Musik, die zwischen 15 Minuten und fünf Stunden gespielt wird.

## Herkunft und Geschichte
Bubu ist der traditionelle Musikstil der Temne, die vor allem im Westen und Norden von Sierra Leone verbreitet sind. Die genaue Entstehung ist ungeklärt und wird von den Temne mythisch verklärt. So soll die Musik aus dem Dorf Mange Bureh stammen. Der Sage nach hat ein Junge vor 500 Jahren die Musik von den Hexen gelernt. Anschließend habe er die Musik unter Einsatz seines Lebens Kindern beigebracht, so dass die Musik von Generation zu Generation weitervererbt werden konnte.
Dementsprechend diente die Musik zunächst vor allem rituellen Zwecken und wurde benutzt, um alte Geister anzurufen und Teufel auszutreiben. Als die Temne islamisiert wurden, verlor sich die ursprünglich religiöse Bedeutung. Stattdessen wurde die Musik für den Höhepunkt des Ramadan verwendet.
Janka Nabay machte die örtlich begrenzt verwendete Musik während des Bürgerkriegs in Sierra Leone populär. Er trat in der Fernsehsendung SuperSound auf, wo er eine eigene Interpretation des Bubus spielte, die er mit elektronischer Musik mischte. Die Musik wurde rasch im ganzen Land bekannt und zum Teil auch von den Rebellentruppen der Revolutionary United Front zweckentfremdet. So benutzten die Truppen die Musik um eine Festivität vorzutäuschen, um so Einwohner von kleineren Städten in eine Falle zu locken. Zum Teil wurden auch kriegskritische Lieder von Nabay umgeschrieben und als Kampfhymnen eingesetzt.
Nabay, der in den Vereinigten Staaten zwei Alben veröffentlichte, bleibt bis heute der einzige bekannte Vertreter des Bubus in der westlichen Welt. In Sierra Leone wird die Musik weiterhin bei kulturellen Festivitäten verwendet. Daneben entstand ein Crossover-Stil, der Bubu mit dem populären Hip-Hop und Rap mischt.